# Zoom Video Communications
Zoom Video Communications, Inc. eller Zoom er en amerikansk softwarevirksomhed. De tilbyder videotelefoni og chatservices gennem en cloud-baseret peer-to-peer softwareplatform til videokommunikation: Møder, beskeder, telefoni, konference, events og et kontaktcenter. Der tilbydes også en åben platform, hvor 3. parts udviklere kan bygge brugerdefinerede platforme.
Eric Yuan, en tidligere Cisco ingeniør og bestyrelsesmedlem etablerede Zoom i 2011 og lancerede softwaren i 2013.